# Asphodelaceae
Le Asfodelacee (Asphodelaceae Juss., 1789) sono una famiglia di piante monocotiledoni comprendente piante erbacee e alberi rappresentati nelle regioni calde e temperate dell'Europa, dell'Asia, dell'Africa e dell'Oceania.

## Tassonomia
La famiglia è stata proposta dalla classificazione APG II (2003) che la attribuisce all'ordine delle Asparagali, assegnandovi piante che la classificazione tradizionale collocava nelle Liliaceae o nelle Aloeaceae.
La classificazione APG III (2009) ha rimesso in discussione la validità di questo raggruppamento, incorporandolo nella famiglia Xanthorrhoeaceae, sottofamiglia Asphodeloideae.
La classificazione APG IV ha ristabilito la priorità della denominazione Asphodelaceae rispetto a Xanthorrhoeaceae, rinominando pertanto la famiglia in tal senso.
Alla luce di tali recenti acquisizioni alla famiglia Asphodelaceae vengono assegnate oltre 1300 specie nei seguenti generi:
Sottofamiglia Asphodeloideae Burnett
- Aloe L.
- Aloiampelos Klopper & Gideon F.Sm.
- Aloidendron (A.Berger) Klopper & Gideon F.Sm.
- Aristaloe Boatwr. & J.C.Manning
- Asphodeline Rchb.
- Asphodelus L.
- × Astrolista Molteno & Figueiredo
- Astroloba Uitewaal
- Bulbine Wolf
- Bulbinella Kunth
- Eremurus M.Bieb.
- Gasteria Duval
- Gonialoe (Baker) Boatwr. & J.C.Manning
- Haworthia Duval
- Haworthiopsis G.D.Rowley
- Kniphofia Moench
- Kumara Medik.
- Trachyandra Kunth
- Tulista Raf.

Sottofamiglia Hemerocallidoideae Lindley
- Agrostocrinum F.Muell.
- Arnocrinum Endl.
- Caesia R.Br.
- Chamaescilla F.Muell. ex Benth.
- Corynotheca F.Muell.
- Dianella Lam.
- Eccremis Willd.
- Geitonoplesium A.Cunn.
- Hemerocallis L.
- Hensmania W.Fitzg.
- Herpolirion Hook.f.
- Hodgsoniola F.Muell.
- Johnsonia R.Br.
- Pasithea D.Don
- Phormium J.R.Forst.
- Simethis Kunth
- Stawellia F.Muell.
- Stypandra R.Br.
- Thelionema R.J.F.Hend.
- Tricoryne R.Br.

Sottofamiglia Xanthorrhoeoideae M.W.Chase, Reveal & M.F.Fay
- Xanthorrhoea Sm.